# Ljudmila Konstantinowna Tatjanitschewa
Ljudmila Konstantinowna Tatjanitschewa (russisch Людмила Константиновна Татьяничева; * 6. Dezemberjul. / 19. Dezember 1915greg. in Ardatow, Gouvernement Simbirsk; † 8. April 1980 in Moskau) war eine sowjetische Journalistin und Dichterin.

## Leben
Tatjanitschewas Eltern waren die Landschullehrerin Agrippina Stepanowna Tatjanitschewa, die die Literatur liebte, ein Tagebuch führte und Gedichte schrieb, und ein Medizinstudent. Nach dem Tod des Vaters 1919  zog die Mutter mit der Tochter in das Dorf Chlystowka bei Tschamsinka, um dort zu unterrichten. Die Mutter starb 1926, worauf die Tochter zu Verwandten des Vaters im Ural kam.
Den Besuch der Siebenjahresschule schloss Tatjanitschewa 1932 ab und begann als Dreherin in einer Waggonbaufabrik zu arbeiten. Ein Jahr später begann sie an der Fernstudienabteilung der RabFak des Uraler Instituts für Nichteisenmetalle und Gold zu studieren.
Das Studium brach Tatjanitschewa 1934 ab und ging  in das im Bau befindliche Magnitogorsk, wo sie in der sogenannten Schriftsteller-Baracke 112 bei der Familie des Dichters Michail Ljugarin unterkam. Sie arbeitete für die dortigen Zeitungen, und ihre ersten Gedichte wurden gedruckt. Sie lernte dabei ihren künftigen Mann und Dramaturgen Nikolai Dawidowitsch Smeljanski (1906–1997) kennen, mit dem sie zwei Söhne bekam. Das Fernstudium am Maxim-Gorki-Literaturinstitut schloss sie 1941 ab und trat in die KPdSU ein.
Von 1943 bis 1953 war Tatjanitschewa verantwortliche Sekretärin der Tscheljabinsker Schriftsteller-Organisation. Sie war 1944–1946 Direktorin des Verlags der Oblast Tscheljabinsk. Ihr erster Gedichtband erschien 1944 im Tscheljabinsker Buchverlag, dem 1945 ein zweiter Band folgte. Sie trat in den Schriftstellerverband der UdSSR ein.
Mit ihrem Mann zog Tatjanitschewa 1965 nach Moskau, wo sie im neuen Haus der Wohnungsbau-Genossenschaft (SchSK) der Schriftsteller eine Wohnung bekamen. Sie war nun Sekretärin der Geschäftsführung des Schriftstellerverbands der RSFSR (bis 1975) und wurde 1967 Geschäftsführungsmitglied des Schriftstellerverbands der UdSSR. Nach einigen ihrer Gedichte schuf der Komponist Michail Alexandrowitsch Tschistow Lieder, die von Ljudmila Sykina, Walentina Tolkunowa und Alexander Rosum vorgetragen wurden.
Tatjanitschewa starb nach schwerer Krankheit in Moskau am 18. April 1980 und wurde auf dem Kunzewoer Friedhof begraben. Ihr Werk mit dem Besingen der Arbeiterklasse  und des Aufbaus des Sozialismus entsprach dem Sozialistischen Realismus.
Nach Tatjanitschewa wurden Straßen und Bibliotheken in Tscheljabinsk und Magnitororsk benannt. Der 1976 von Nikolai Tschernych entdeckte Asteroid (3517) Tatianicheva trägt seit 1992 ihren Namen. Ein Tatjanitschewa-Literaturpreis wurde gestiftet, den 2007 Marija Wagatowa erhielt.

## Ehrungen, Preise
- Ehrenzeichen der Sowjetunion (1952, 1960)
- Orden des Roten Banners der Arbeit (1965, 1971)
- Preis des Tscheljabinsker Komsomol (1969)
- Maxim-Gorki-Staatspreis der RSFSR (1971)
- Orden der Oktoberrevolution (1975)